# Molnár Franciska
Molnár Franciska (Szeged, 1958. december 14. – Szeged, 2013. november 20.) magyar cselgáncsozó, edző. Egyike volt az első női cselgáncsedzőknek Magyarországon.

## Pályafutása
A SZEOL-Délép SC, majd a Szeged SC versenyzője volt. 1986-ban és 1987-ben 52 kg-os súlycsoportban magyar bajnok volt.
1986-ban szerzett edzői oklevelet a Testnevelési Főiskolán. 1989-től a Szeged SC cselgáncsedzője lett. Tanítványai közül Laukó Hajnalka magyar bajnok lett.

## Sikerei, díjai
- Magyar bajnokság (52 kg)
  - bajnok: 1986, 1987
  - 2.: 1988